# Юрий Авербах
Юрий Авербах е руски шахматист – най-възрастният гросмайстор в света, шахматен литератор и функционер.
Международен гросмайстор от 1952 г. Шампион на СССР по шахмат през 1954 г. Участник в международни турнири. Международен съдия по шахмат (1969) и шахматна композиция (1956). Заслужил майстор на спорта на СССР (1965). Бил е председател на шахматната федерация на СССР.
Син е на немски евреин и рускиня. По професия е инженер. Започва да се занимава с шахмат от 7-годишна възраст.
Авербах има богата кариера като шахматен журналист и литератор. Известно време се изявява като главен редактор на съветските периодични издания „Шахматная Москва“, „Шахматы в СССР“ и „Шахматный бюллетень“. Издава няколко книги, посветени на ендшпила.
Допринася и за развитието на дебюта. Автор на вариант от Староиндийската защита, наречен „Вариант Авербах“: 1. d4 Кf6; 2. c4 g6; 3. Кс3 Оg7; 4. e4 d6; 5. Ое2 0 – 0; 6. Оg5.
Умира на 7 май 2022 г.

## Турнирни победи
- 1949 – Москва
- 1950 – Москва (заедно с Александър Чистяков)
- 1956 – Дрезден
- 1960 – Джакарта, Аделаида
- 1961 – Виена
- 1962 – Москва (заедно с Евгени Васюков)
- 1965 – Рио де Жанейро
- 1971 – Букурещ
- 1979 – Джакарта